# Lithurgus
Lithurgus es un género de abejas de la familia Megachilidae. 

## Algunas especies
Contiene 38 especies según BioLib:
- Lithurgus andrewsi Cockerell, 1909
- Lithurgus antilleorum (Michener, 1988)
- Lithurgus apicalis Cresson, 1875
- Lithurgus atratiformis Cockerell, 1905
- Lithurgus atratus Smith, 1853
- Lithurgus australior Cockerell, 1919
- Lithurgus bitorulosus (Snelling, 1986)
- Lithurgus bractipes Perkins & Cheesman, 1928
- Lithurgus cephalotes (van der Zanden, 1977)
- Lithurgus chrysurus Fonscolombe, 1834